# La guineu. El rastre del carbó
La guineu. El rastre del carbó (títol original en alemany, Die Füchsin: Spur auf der Halde) és un telefilm alemany de 2017 dirigit per Samira Radsi. És la segona entrega de la sèrie de pel·lícules de ficció criminal d'ARD La guineu amb Lina Wendel i Karim Chérif en els papers principals. Les principals estrelles convidades d'aquest episodi són Tanja Schleiff, Torsten Michaelis i Dirk Borchardt. S'ha doblat i subtitulat al català per a TV3, que va estrenar-la el 10 de novembre de 2024.

## Sinopsi
Els detectius Anne Fuchs i Youssef El-Kilali investiguen l'assassinat d'Astrid Altmann, activista contra l'especulació urbanística a la vila carbonera d'Ekenbach, prop de la frontera amb Bèlgica, Luxemburg i els Països Baixos, i del seu gendre Carsten Mehring, propietari d'un abocador de residus. Bettina Mischinger, gran inversora immobiliària, compra el silenci de l'alcalde René Röpers per poder acaparar terrenys dels veïns d'Ekenbach, on vol construir un immens outlet-center. L'aclariment dels fets gairebé costarà la vida dels dos detectius privats.

## Repartiment
- Lina Wendel com a Anne Marie Fuchs
- Karim Chérif com a Youssef El Kilali, marit de la Simone.
- Tanja Schleiff com a Katja Mehring
- Jasmin Schwiers com a Simone Papst, muller del Youssef.
- Torsten Michaelis com a Olaf Ruhleben
- Robert Dölle com el comissari Ralf Eisner
- Dirk Borchardt com a René Röpers
- Sara Fazilat com a Saida, neboda del Youssef i experta en informàtica.
- Bolor Gansuh com a Xuan Lan
- Sybille J. Schedwill com a Bettina Mischinger
- Isaak Dentler com a Carsten Mehring
- Klaus Zmorek com a Werner Segecke
- Doris Plenert com a Astrid Altmann
- Klaus Zmorek com a Werner Segecke

## Producció
El rodatge va tenir lloc entre el 25 d'abril i el 25 de maig a Colònia i a Düsseldorf i els seus voltants. És una producció d'Odeon TV en nom d'ARD Degeto i WDR per al canal Das Erste. El muntatge per al WDR va ser de Götz Schmedes i per a l'ARD Degeto, de Katja Kirchen.
La primera emissió el 23 de febrer de 2017 a Erste va assolir els 4,29 milions d'espectadors i una quota d'audiència del 13,2 %.